# Stuart A. Aaronson

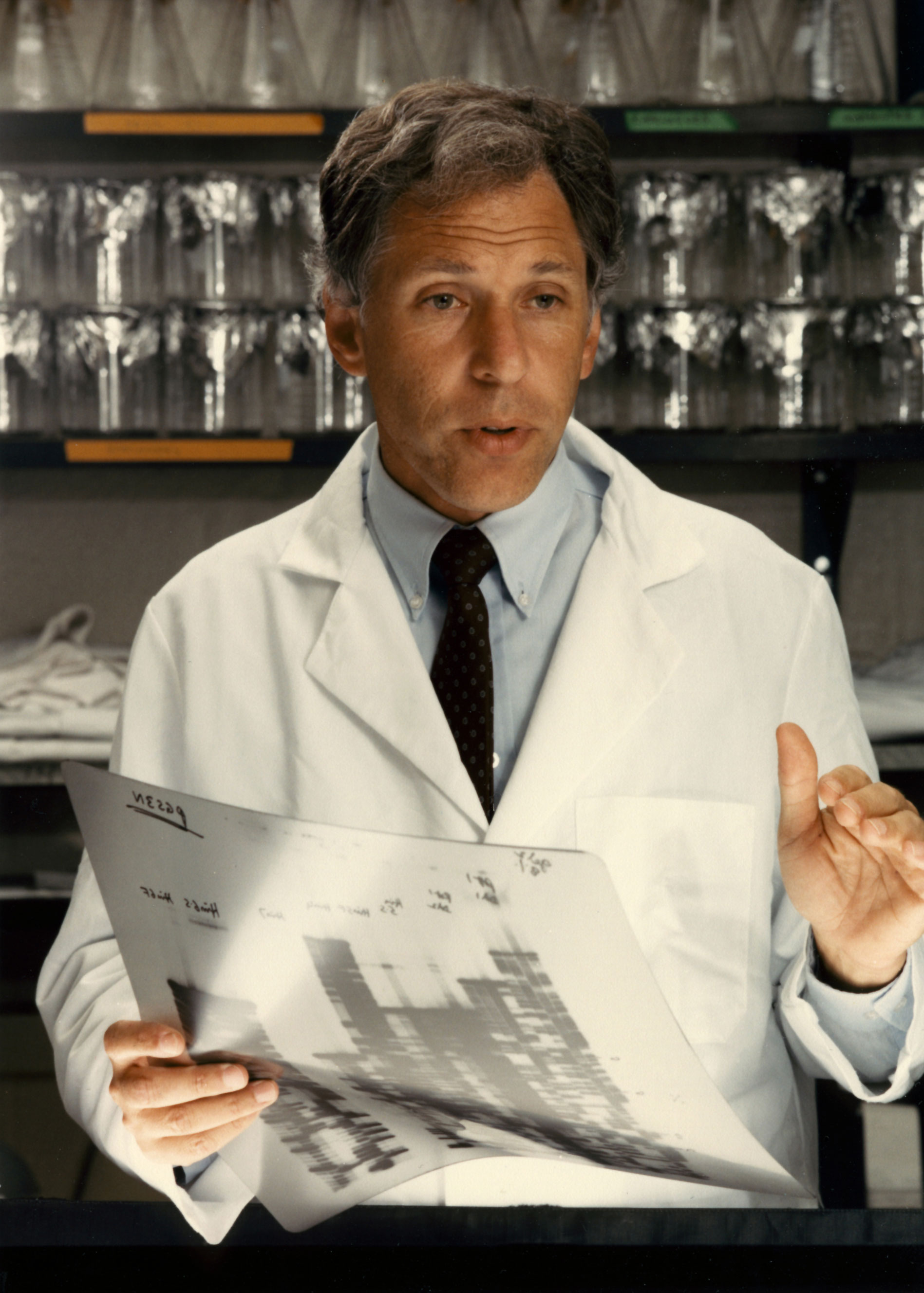
Stuart Aaronson

Stuart A. Aaronson (* 28. Februar 1942 in Mount Clemens, Michigan) ist ein US-amerikanischer Krebsforscher.
Aaronson machte 1962 seinen Bachelor-Abschluss in Chemie an der University of California in Berkeley und wurde 1966 in Medizin an der Medical School der University of California in San Francisco promoviert (M.D. Abschluss). Danach war er mit einem Stipendium  an der University of Cambridge und machte seine Facharztausbildung (Internship) am Moffitt Hospital in San Francisco. Ab 1967 war er im Bereich Krebsviren (Viral Cancerogenesis) an den National Institutes of Health, ab 1969 als Senior Staff Fellow und von 1970 bis 1977 als Leiter der Abteilung Molekularbiologie im Bereich Krebsvirusforschung. Danach war er Leiter des Labors für Zell- und Molekularbiologie des National Cancer Institute. 1993 wurde er Vorstand (Chairman) der Onkologie (Oncological Sciences) am Mount Sinai Medical Center (Direktor des Derald H. Ruttenberg Cancer Center) und ist dort Jane B. and Jack R. Aron Professor of Neoplastic Diseases.
1984 bis 1987 war er wissenschaftlicher Berater der American Cancer Society. 1981 wurde er Mitherausgeber von Cancer Research. Er ist Verfasser von über 530 wissenschaftlichen Aufsätzen (2010) und hält über 50 Patente.
Aaronson gelangen wichtige Entdeckungen über Onkogene, teilweise mit Hilfe einer von ihm entwickelten cDNA-Klonierungstechnik (stable expression cDNA cloning). So entdeckte er mit Kollegen die erste normale Funktionsweise eines Onkogens bei v-sis als Wachstumsfaktor in der Zellkommunikation. Er entdeckte erbB2 als verstärkt in Brustkrebs aktivem Gen und entdeckte den für Epithelzellen spezifischen Wachstumsfaktor KGF (Keratinocyte Growth Factor, FGF7) und seine Rolle in der Wundheilung, was zur Entwicklung des Medikaments Kepivance (durch Amgen) zum Beispiel gegen orale Mukositis führte. Mit Kollegen entdeckte er, dass das in Protoonkogenen kodierte MET ein Rezeptor für HGF/SF (Heptatocyte Growth Factor/Scatter Factor) ist.

## Auszeichnungen
- 1982 Rhoads Memorial Award der American Association of Cancer Research
- 1982 USPHS (US Public Health Service) Meritorious Service Medal
- 1989 Paul-Ehrlich-und-Ludwig-Darmstädter-Preis
- 1989 USPHS Distinguished Service Medal
- 1990 Milken Award
- 1991 Chirone Prize
- 1991 Harvey Lecture
- 1991 Wadsworth Memorial Foundation Award